# فيرنون هاتون
فيرنون هاتون (بالإنجليزية: Vernon Hatton)‏ مواليد 13 يناير 1936 في أوينغسفيل، هو لاعب كرة سلة أمريكي. بدأ مسيرته الاحترافية في سنة 1958. تم اختياره من قبل فريق سكرامنتو كينغز خلال الدرافت. بلغ طوله 6 قدم 3 بوصة (1.9 م). اعتزل اللعب في 1962.

## المسيرة الاحترافية
لعب مع سكرامنتو كينغز في سنة 1958، ثم لعب مع غولدن ستايت ووريورز من سنة 1958 إلى 1961، ثم لعب مع واشنطن ويزاردز في سنة 1961، ثم لعب مع أتلانتا هوكس في موسم 1961–1962.

## روابط خارجية
- فيرنون هاتون على موقع إن بي أي (الإنجليزية)
- فيرنون هاتون على موقع سبورتس رفرنس (الإنجليزية)
- فيرنون هاتون على موقع كلية كرة السلة في سبورتس رفرنس.كوم (الإنجليزية)
- فيرنون هاتون على موقع ريلجم (الإنجليزية)
- فيرنون هاتون على موقع بروبوليرز (الإنجليزية)